# Гандбол

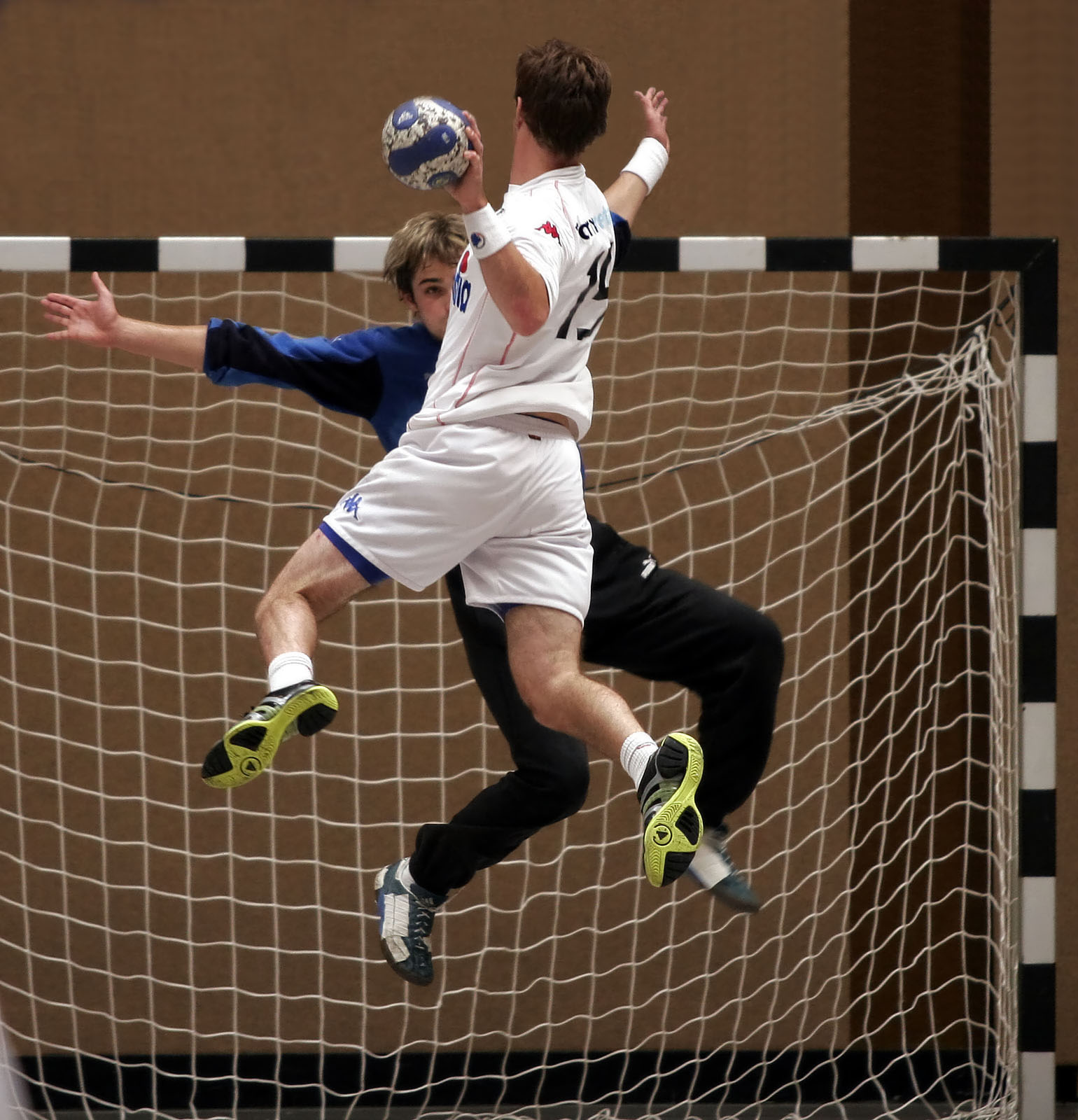

Гандбол (дан. håndbold, англ. handball від hand — рука і ball — м'яч), або ручний м'яч — командна спортивна гра, олімпійський вид спорту. У гандбол грають на спеціальному майданчику між двома командами по сім спортсменів у кожній (шість польових гравців і воротар). Перемогу дає перевага в кількості закинутих м'ячів (забитих голів).
Тривалість гри — 2 тайми по 30 хв. Позиції гравців: центральний, лінійний, півсередній (2), крайній (2), воротар.

## Історія гри
Гандбол, у нинішньому його вигляді, придумали данські футболісти на межі ХІХ і ХХ століть — як заміну футболу, для гри в зимовий час. У гандбол грають руками, а кожна команда складається всього лише з 6 гравців і воротаря.
Згадки про «прабатьків» цього виду спорту — стародавні ігри з м'ячем руками — зустрічались ще в «Одіссеї» Гомера та у працях давньоримського лікаря Клавдія Галена.
Датою зародження спортивної гри з м'ячем, зареєстрованої в міжнародній спортивній класифікації за назвою «гандбол» (ручний м'яч), прийнято вважати 1898 р, коли викладач фізичного виховання реального училища данського міста Ордруп Гольґер Нільсен ввів в уроки фізичної культури жіночих груп гру з м'ячем, названу «гаандболд» («гаанд» — рука і «болд» — м'яч), у якій на невеликому полі змагалися команди з 7 чоловік, передаючи м'яч один одному і прагнучи закинути його у ворота.
Сучасні дослідження дозволяють віднести дату зародження гандболу до більш раннього періоду. У 1890 р. у Чехії одержує поширення народний варіант гри з м'ячем, названий «газена» (кидати). Гра зводилася до нерегламентованого перекидання та лову м'яча у змішаних групах без єдиноборства. Цього ж року в Німеччині, у Кеніґсберзі, вчитель гімнастики Конрад Кох створив спортивну гру з м'ячем «raffball» («хапати м'яч»), тако ж відому під назвою «konigsbergerball» («кеніґсберзький м'яч»), елементи якої згодом були використані при формуванні німецького варіанту гандболу. 
У 1917 році берлінець Макс Гейзер із двох ігор склав нову гру для жінок за назвою «ручний м'яч». Ніхто не уявляв собі, що ця гра знайде таке поширення в усьому світі. У 1918 р. на міжнародній спортивній карті чітко позначилося дві протиборчі течії гри: чеська газена (на сході) та німецький гандбол (на півночі й заході). Вже у 1920 році в  Берліні відбулися перші ігри на Кубок і першість Німеччини з ручного м'яча. А в 1923 р. ввели нові правила змагань. Зменшення розмірів м'яча, уведення правила «трьох секунд» і «трьох кроків» значно сприяло підвищенню техніки гри. У 1925 р. відбулася перша міжнародна зустріч Німеччини з командою Австрії. Німеччина програла з рахунком 5:6. 
У листопаді 1926 року в Кельні відбулося перше робоче засідання комісії, що вибрало керівних діячів нового міжнародного органу. Президентом став Ф. Ланґ, до керівництва увійшли представники Австралії, Англії, Австрії, Ірландії та Франції. Одночасно відбулося розділення гандболу на дві його різновиди: гандбол 7×7 та 11×11. Було створено комісію з підготовки міжнародних правил 11×11. 
Визнання гандболу міжнародним видом спорту в 1926 р. дало поштовх до розвитку гри в ряді країн. З'явилися клуби, що культивують гандбол у Люксембурзі, Швейцарії, Іспанії й інших країнах.
У 1928 році в Амстердамі була створена Міжнародна аматорська федерація гандболу (англ. International Amateur Handball Federation, скорочено IAHF, українською ІАГФ), що діяла до 1944 р. У її актив входило 11 країн, що активно розвивали гандбол. 12 серпня 1927 року в Амстердамі були затверджені правила гри 11×11, у основу яких ліг німецький варіант Карла Шеленца. У тому ж році були видані перші міжнародні правила німецькою мовою. У грудні 1928 року правила були видані німецькою, англійською та французькою мовами.
У 1936 р. гандбол був уперше включений в олімпійську програму XI Літніх Олімпійських ігор в Берліні. Олімпійським переможцем стала команда Німеччини.
Новий підйом у розвитку гандболу почався зі створення в 1946 р. нової Міжнародної федерації гандболу (англ. International Handball Federation, скорочено IHF, українською ІГФ). ІГФ затвердила програму дій, спрямовану на відродження світового гандболу, намітила проведення чемпіонатів світу з гандболу 11х11 за участю чоловічих і жіночих команд. У 1949 р. у Будапешті на жіночому чемпіонаті світу найсильнішою виявилася команда Угорщини. Надалі першості світу проводилися раз у чотири роки.

### Розвиток гандболу уСРСР
Перші всесоюзні змагання збірних чоловічих і жіночих команд міст СРСР по ручному м'ячу 11х11 відбулися в Ризі, у 1955 р. Серед жінок переможницями стали київські студентки, серед чоловіків – ризькі спортсмени.
У період з 1956 р. до 1961 р. було проведено 6 чемпіонатів СРСР по ручному м'ячу 11х11, що зіграли визначну роль у розвитку гри. Стало очевидним, що гра утрачає свої позиції в країні і за кордоном, тому надалі Федерація приймає рішення про припинення проведення першостей СРСР по ручному м'ячу 11х11. З 1962  р. проводяться першості СРСР тільки по гандболу 7х7.
На міжнародну арену чоловіча збірна команда країни вийшла в 1960 р., жіноча в 1962 р. Перші великі успіхи прийшли до збірних Союзу через півтора десятка років. Жіноча збірна команда стала переможницею на чемпіонатах світу 1982 р.(Угорщина), 1986 р.(Голландія), 1990 р. (Південна Корея). Жіноча збірна ставала Олімпійськими чемпіонами на XXI і XXII Олімпіадах, срібні нагороди на XXIV і XXV Олімпійських іграх.
Шлях до визнання чоловічого гандболу був складнішим. Срібні нагороди на чемпіонатах світу 1978 і 1990 р. і XXII Олімпійських іграх. Золоті медалі на чемпіонатах світу 1982 р.і 1992 р. Чоловіча збірна ставала переможцем XXI, XXIV, XXV Олімпіад.
На XXIIIОлімпійських іграх 1984 року, що відбувались у США спортсмени з СРСР не брали участь, а у 1992 р. виступали об'єднаною командою СНД.

### Розвиток гандболу в Україні
Виникнення вітчизняного гандболу сягає початку ХХ століття і зв'язано з проникненням в Україну системи фізичного виховання заснованої товариством «Сокіл». Уперше гандбол з'явився в Харкові в 1909 р. Родоначальником українського гандболу з'явилася чеська гра «газена», яка культивувалася в товаристві «Сокіл» як гімнастична гра. У «Соколі» розвивали свій варіант чеської газени, який був презентований на Всесокольському зльоті 1912 року, тоді ж він отримав назву «український ручний м'яч». 1914 року було затверджено правила українського ручного м'яча: гра проходила у форматі 7×7 гравців на майданчику 45×25 метрів, який був розділений на три зони (захист, центр та напад). Брамка мала розміри 200 см. ширини та  225 см. висоти. Гра тривала два відтинки по 30 хвилин. У СРСР саме Україна запропонувала грати за схемою сім на сім, тоді як практично у всьому союзі на майданчик виходили 22 гравці.
Український гандбол упродовж кількох десятиліть вважався еталоном у світі: збірна СРСР двічі виборювала звання олімпійських чемпіонок (1976, 1980) та чемпіонок світу, а київський «Спартак» 13 разів вигравав Кубок європейських чемпіонів. Втім, всі ці здобутки пов'язували з роботою видатного тренера Ігора Турчина, після трагічної смерті якого справи в цьому виді спорту пішли на спад.
У 1983 році запорізька команда ЗІІ стала володарем Кубка Європи (ЄГФ), а в 1985 фіналістом цього євротурніру.
Щоправда, у 2000 році жіноча збірна України підтвердила свій неабиякий потенціал, ставши віце-чемпіоном Європи та бронзовим призером XXVIII Олімпійських ігор. Запорізький «Мотор», донецький «Шахтар», львівська «Галичанка», ужгородські «Карпати» та київський «Спартак» успішно змагаються в європейських кубкових турнірах.
У 2011 році до керівництва національною командою повернувся досвідчений наставник Леонід Ратнер (багаторічний керманич одного із найкращих клубів СРСР – запорізького ЗІІ, під керівництвом якого молодіжна збірна Радянського Союзу 5 разів виборювала звання чемпіонок світу). У 2014 році головним тренером чоловічої збірної став Віталій Андронов. У 2015 році головним тренером жіночої збірної став Борис Петровський.

## Правила гри

### Майданчик для гри

Майданчик для гри в гандбол

Гра відбувається в закритому приміщенні на прямокутному майданчику розміром 40×20м. Навколо майданчика має знаходитись зона безпеки розміром не менше 1м уздовж бокових ліній і не менше 2 м за лінією воріт. Довгі межі майданчика називаються бічними лініями, короткі — лініями воріт (між стійками воріт) або зовнішніми лініями воріт (за межами воріт). Всі лінії є частиною площ, які вони обмежують. Ширина всіх ліній розмітки становить 5см (виняток — ширина лінії воріт між стійками становить 8см).
До кожної з ліній воріт примикає площа воріт, обмежена 'лінією площі воріт, що проводиться таким чином: безпосередньо навпроти воріт, на відстані 6 м від лінії воріт проводиться паралельна їй лінія довжиною 3 м. Кінці цієї лінії з'єднуються з зовнішніми лініями воріт дугами радіусом 6 м, з центром біля внутрішніх кутів стійок воріт.
На відстані 3 м від зовнішньої межі лінії площі воріт паралельно їй проводиться переривчаста лінія вільних кидків (або 9-метрова лінія). Довжини сегментів цієї лінії і відстань між ними складають 15 см.
Навпроти лінії воріт, паралельно їй, на відстані 7 м по центру воріт проводиться 7-метрова лінія довжиною в 1 м. Навпроти лінії воріт, паралельно їй, на відстані 4 м по центру воріт проводиться лінія обмеження воротаря (4-метрова лінія) довжиною 15 см. Середини бічних ліній з'єднуються центральною лінією.
Частини одній з бічних ліній від центральної лінії до відстані 4,5 м від неї називаються лініями заміни кожної з команд. Межі ліній заміни відзначаються лініями, що проходять під прямим кутом до бічної лінії і виступають на 15 см від неї в обидві сторони. Характеристики ігрового майданчика не можуть бути змінені в процесі гри на користь однієї з команд

### Ворота
По центру кожної лінії воріт встановлюються ворота. Вони повинні бути надійно закріплені. Внутрішні розміри воріт: ширина 3 м, висота 2 м. Стійки воріт і перекладина повинні мати квадратний переріз зі стороною 8 см, при цьому задня кромка стійок повинна збігатися з зовнішньої кромкою лінії воріт. Три поверхні воріт, які можна бачити з боку майданчика, повинні бути пофарбовані
поперечними смугами в два контрастні кольори, що чітко відрізняються від кольору майданчика (зазвичай червоний та білий). На воротах повинна бути сітка.

### М'яч

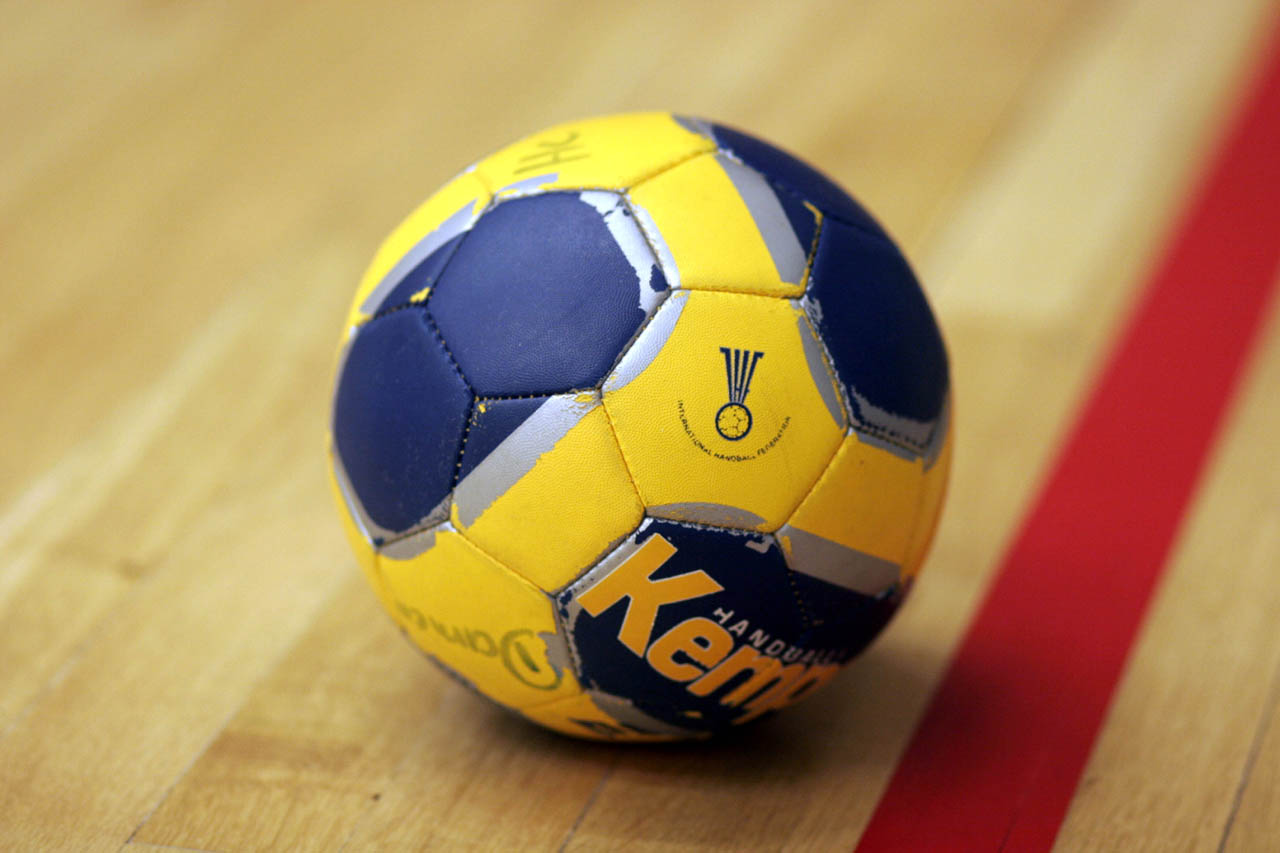
Гандбольний м'яч

Гандбольний м'яч виготовляють зі шкіри або синтетичного матеріалу. Він повинен бути круглим і не бути слизьким або блискучим. Існує 3 розміри гандбольних м'ячів:
1. Окружність 50-52 см, вага 290—330г для команд хлопчиків 8-12 років і дівчаток 8-14 років
2. Окружність 54-56 см, вага 325—375г для жіночих команд старших за 14 років і чоловічих команд 12-16 років
3. Окружність 58-60 см, вага 425—475г для чоловічих команд старших за 16 років

### Команда
Команда складається з 14 осіб, з яких одночасно на майданчику можуть перебувати не більше 7, інші є запасними. Один з гравців, що знаходяться на майданчику є воротарем. Гравець, який є воротарем, може в будь-який час стати польовим гравцем. Аналогічно й польовий гравець може в будь-який час стати воротарем.
На початку гри у кожній з команд повинно бути не менше 5 гравців. Кількість гравців може бути збільшена у будь-який час упродовж гри й додаткового часу до 14-ти. Гра може бути продовжена, якщо навіть число гравців команди на майданчику стає менше 5. Тільки судді можуть ухвалити рішення, чи буде гра остаточно зупинена. Запасний гравець може в будь-який момент вийти на майданчик після того, як його покине змінюваний гравець тієї ж команди, який, у свою чергу, стає запасним. При цьому виходити на майданчик і залишати її гравці можуть тільки через лінію заміни своєї команди. Ці вимоги також відносяться й до заміни воротарів. Число замін не обмежується.

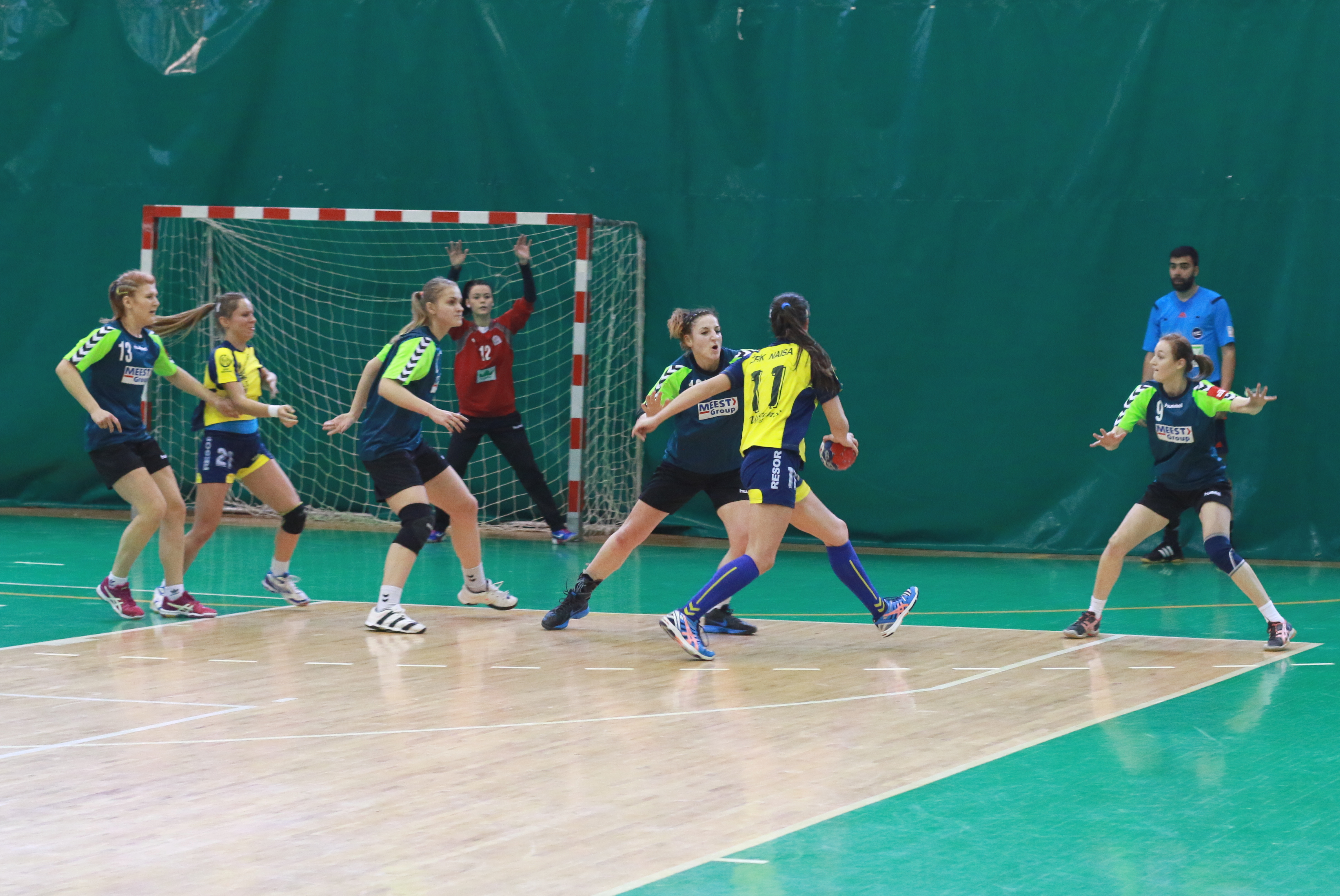
Зліва-направо: лінійний, лівий крайній (атакуюча команда), лівий півсередній, воротар, розігруючий, півзахисник (а), лівий крайній та суддя

Існують такі позиції (амплуа) гравців в гандболі:
- воротар;
- крайні — грають на флангах. Як правило, це спритні, технічні і швидкі гравці;
- центральний або розігруючий — грає в центрі поля, часто виконує функції розігруючого гравця. Для нього важливі вміння віддавати передачі і бачення поля;
- напівсередні — грають між крайніми і центральним. Як правило, це рослі гравці з сильним кидком;
- лінійний — грає на 6-метровій лінії. Його завдання — заважати обороні противника, боротися за відбиті воротарем противника м'ячі. Як правило лінійний — міцний і кремезний.

Всі польові гравці команди повинні мати єдину ігрову форму. Комбінація кольорів і дизайн форми однієї команди повинні чітко відрізнятися від іншої. Гравець, який виконує функцію воротаря, повинен мати форму, кольори якої чітко відрізняються від кольору форми польових гравців обох команд і воротаря команди-суперника. Гравці повинні мати номери принаймні 20 см висотою на спині футболки і принаймні 10 см спереду. Використовувані номери можуть бути від 1 до 99. Гравець, що грає то як воротар, то як польовий гравець, в обох випадках повинен носити однаковий номер.
Гравці повинні бути взуті в спортивне взуття. Не дозволяється використовувати предмети, які могли б бути небезпечними для гравців: маски для обличчя, окуляри без захисту, браслети, наручний годинник, ланцюжки, намиста, об'ємний пірсинг, масивні кільця, тощо. Переважно гравці користуються медичним пластирем для захисту себе та інших гравців від травмування пірсингом чи обручкою, які проблематично зняти.

### Судді

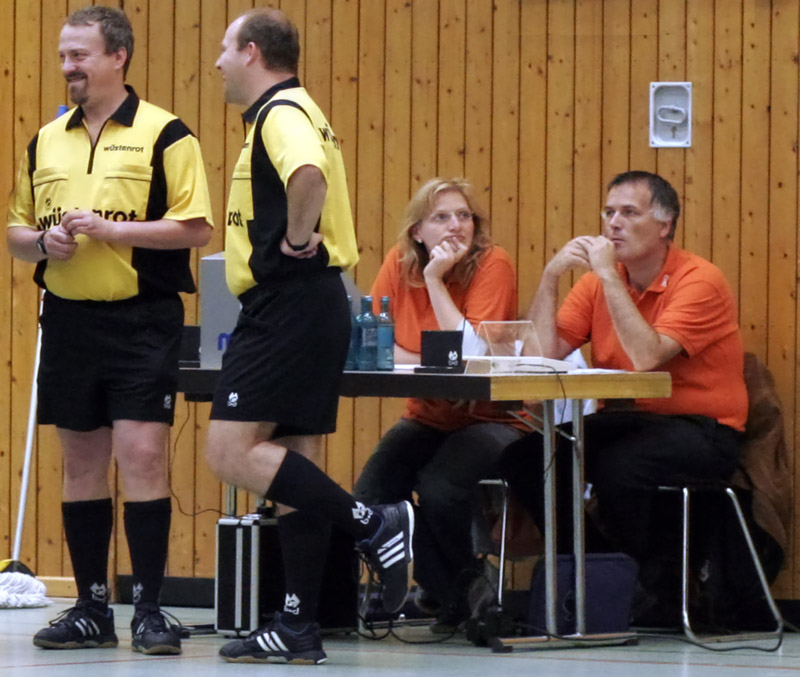
Судді, секретар і секундометрист

Матч обслуговується двома рівноправними суддями. У разі розбіжностей рішення приймається суддями спільно після наради. Якщо судді згодні в оцінці порушення, але призначають різні покарання, діє більш суворе з них. Суддям допомагають секретар і секундометрист, що знаходяться за столом біля ліній замін команд. Судді здійснюють спостереження за поведінкою гравців і офіційних осіб команди протягом всього часу перебування їх у місці проведення матчу. Перед початком матчу судді перевіряють стан ігрового майданчика, воріт і м'ячів, відповідність форми гравців вимогам, а під час матчу слідкують за дотриманням гравцями та офіційними особами гри всіх правил.

### Тривалість гри
Матчі дорослих команд (від 16 років) складаються з двох таймів по 30 хвилин з 15-хвилинною перервою (матчі дитячих команд 8-12 років складаються з двох таймів по 20 хвилин, а команд 12-16 років — з двох таймів по 25 хвилин), Після перерви команди міняються сторонами майданчика. У разі необхідності виявлення переможця може бути призначено додатковий час — два тайми по 5 хвилин з 1-хвилинною перервою. Якщо перше додатковий час не виявило переможця, то через 5 хвилин призначається другий додатковий час на тих же умовах. Якщо і друге додатковий час завершився внічию, призначається серія 7-метрових кидків (аналогічно післяматчевим пенальті у футболі). Регламент змагань може передбачати серію 7-метрових і безпосередньо після закінчення основного часу.
Відлік часу не переривається при короткочасних зупинках гри (наприклад, при виході м'яча за бокову лінію). У разі необхідності більш тривалої зупинки судді можуть зупинити секундомір. Зокрема, зупинка секундоміра обов'язкова при видаленні гравця, нараді суддів.
Кожна команда має право один раз протягом тайму взяти 1-хвилинний тайм-аут, на час якого секундомір також зупиняється. Тайм-аут дозволяється брати, коли команда володіє м'ячем.

### Гра
- Гравці можуть кидати, ловити, штовхати і зупиняти м'яч, використовуючи руки, голову, корпус, стегна і коліна;
- Гравець може утримувати м'яч не більше 3 секунд, а також робити з ним не більше 3 кроків, після чого повинен передати м'яч іншому гравцеві, кинути його по воротах або вдарити його об підлогу;
- Торкатися майданчика в межах площі воріт може тільки воротар відповідної команди. Однак перетинати кордон площі воріт у стрибку дозволено;
- Дозволяється відбирати м'яч у суперника відкритою долонею, контролювати переміщення суперника зігнутими руками при контакті з ним, блокувати суперника корпусом; Жест судді, що попереджає про пасивну гру. Після цього сигналу команда повинна почати грати більш активно, або проти неї буде призначений вільний кидок

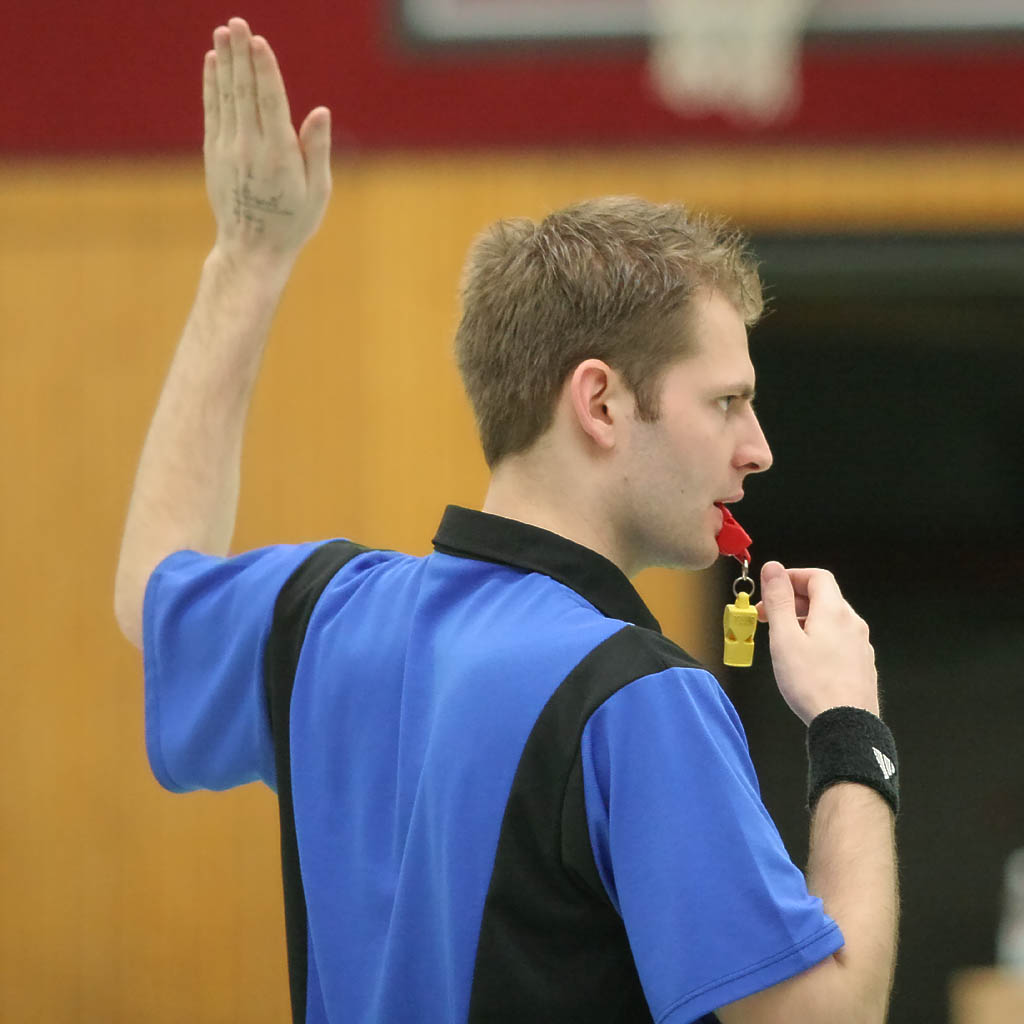
Жест судді, що попереджає про пасивну гру. Після цього сигналу команда повинна почати грати більш активно, або проти неї буде призначений вільний кидок

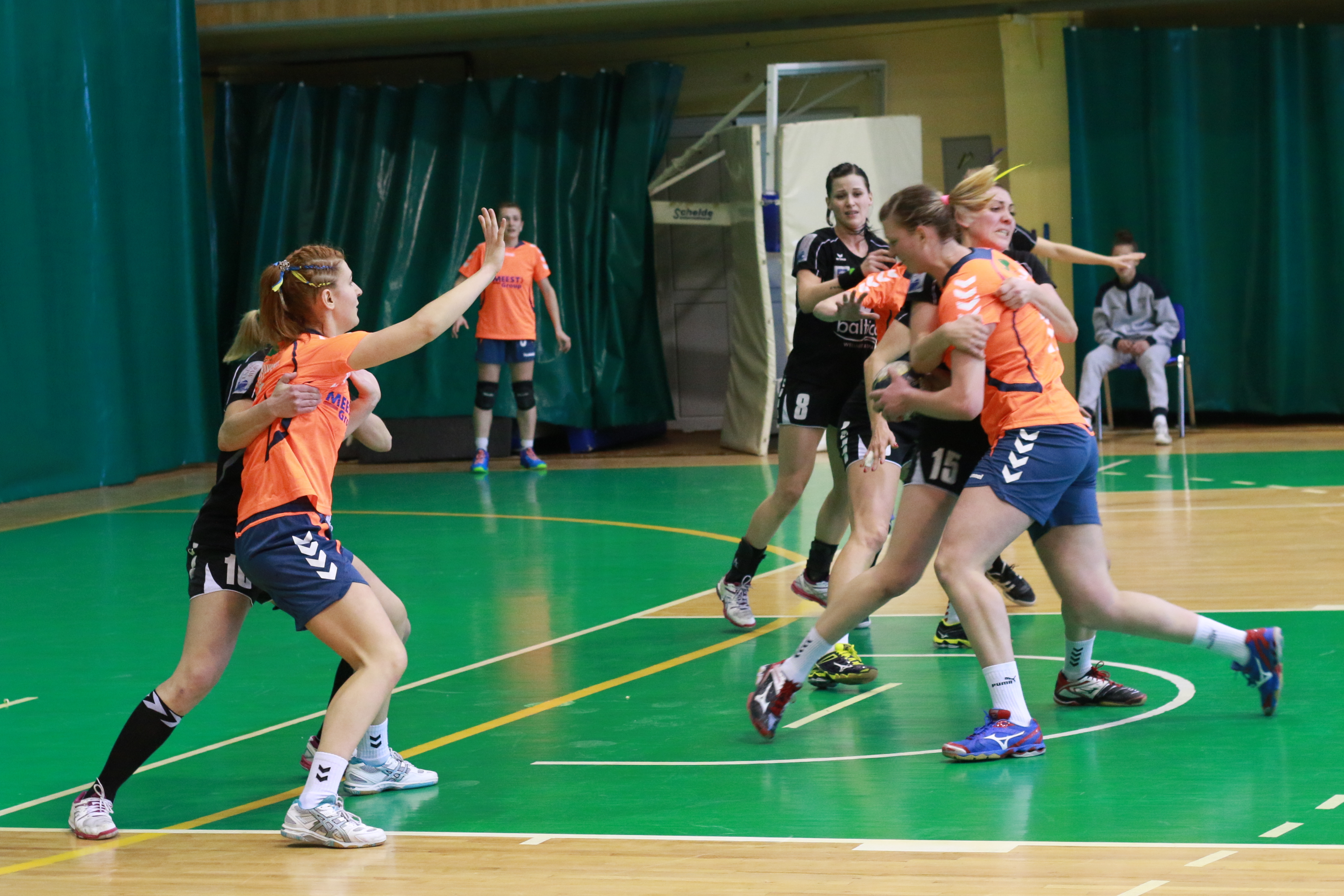
Позиційний контроль суперника

- Не дозволяється розігрувати м'яч пасивно, без видимих спроб атакувати;
- Гол зараховується, якщо м'яч повністю перетнув лінію воріт, і при цьому атакуюча команда не порушила правила, а суддя не дав сигналу до зупинки гри. Судді можуть зарахувати гол, якщо м'яч не влучив у ворота в результаті стороннього втручання (зіткнення з кинутим на майданчик предметом, дії сторонньої особи, тощо), Але повинен був туди потрапити, якби не було цього втручання.
- Матч виграє команда, закинула більше м'ячів, ніж супротивник. Нічиї допускаються, але в разі необхідності виявити переможця гри може бути призначено додатковий час та/або серія 7-метрових кидків (залежно від регламенту змагання).

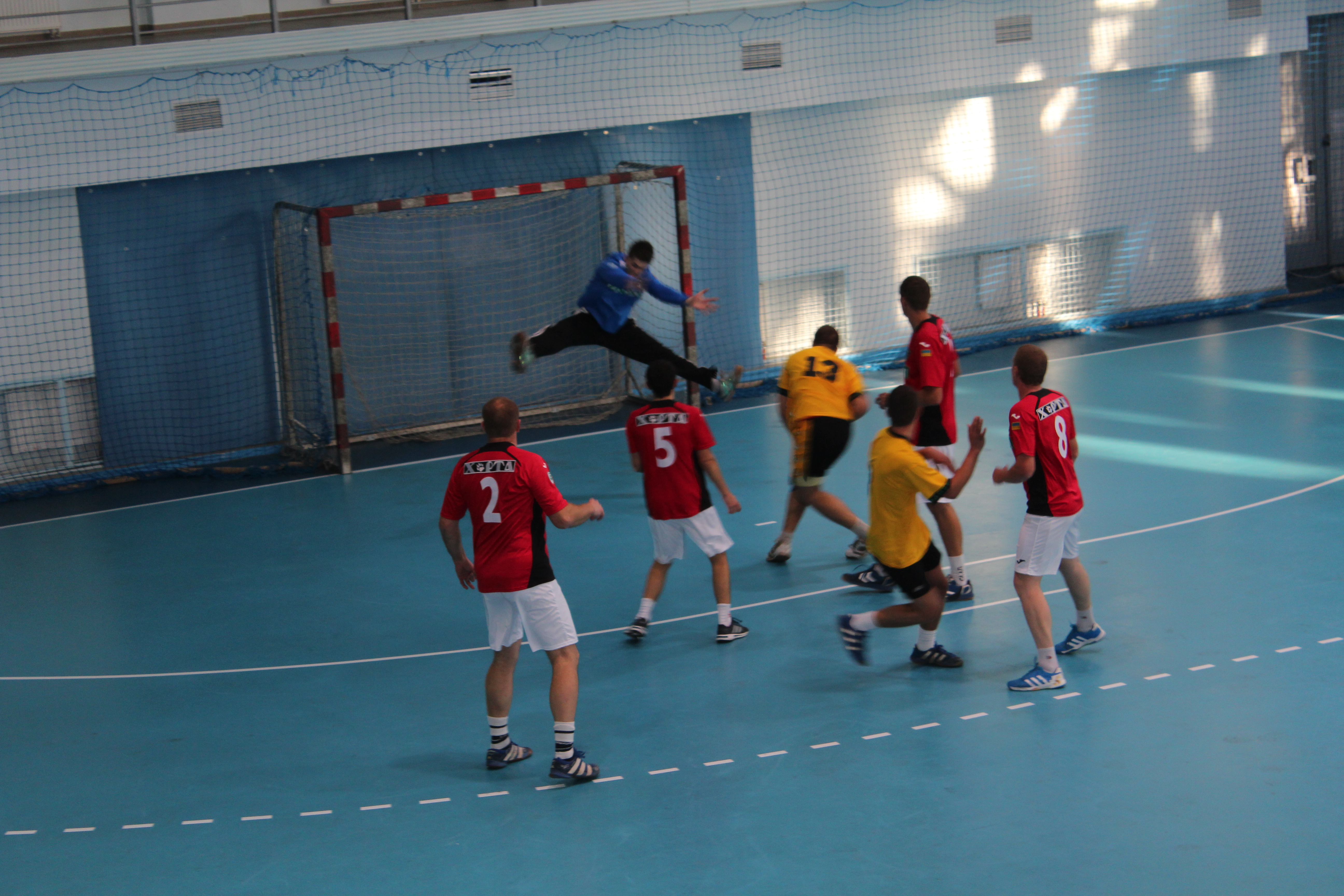
Воротар у стрибку парирує кидок гравця команди нападу.

### Воротар
- Воротар — єдиний гравець, який може торкатися майданчика в межах своєї площі воріт;
- Воротар в межах своєї площі воріт може при захисті воріт торкатися м'яча будь-якою частиною тіла;
- Воротар може пересуватися з м'ячем по своїй площі воріт без обмежень на час володіння м'ячем або число кроків (проте затягування часу при кидку воротаря не допускається);
- Воротар може вийти зі своєї площі воріт без м'яча. За її межами воротар розглядається як звичайний гравець;
- Воротар може виходити з площі воріт з м'ячем у руках і знову грати ним в ігровій зоні, якщо він не контролював м'яч в площі воріт;
- Воротар не може повертатися в свою площу воріт з м'ячем;
- Воротар не може, перебуваючи в площі воріт, торкатися м'яча, що знаходиться за її межами;
- Воротар не може перетинати лінію обмеження воротаря (4-метрова лінія) або її проєкції по обидві сторони, поки м'яч не покинув руку суперника, що виконує 7-метровий кидок.

### Кидки
Правила гандболу описують п'ять стандартних кидків, використовуваних на початку гри і для її відновлення після різних ситуацій, таких як: гол, вихід м'яча за межі майданчика, порушення правил, тощо. Всі ці кидки описані нижче.

#### Початковий кидок
Початковий кидок — спосіб початку гри, а також її відновлення після закинутого голу. Одна з команд отримує право на початковий кидок на початку першого тайму в результаті жеребкування, інша команда виконує початковий кидок на початку другого тайму. Початковий кидок після закинутого голу виконує команда, яка пропустила м'яч. Гравець, що виконує початковий кидок, повинен знаходитися в центрі майданчика (допускається відхилення від центру уздовж центральної лінії на відстань близько 1,5м). Одна стопа гравця повинна знаходитися на центральній лінії, друга — на центральній лінії або за нею. Кидок виконується за сигналом (свистком) судді протягом 3 секунд у будь-якому напрямку. Кидок вважається виконаним, коли м'яч залишає руку гравця. Інші гравці команди, що виконує кидок, повинні перебувати на своїй половині майданчика до свистка судді. Суперники виконує кидок команди повинні перебувати на своїй половині майданчика при кидку на початку тайму, а при кидку після закинутого м'яча можуть перебувати на будь-якій половині майданчика. Однак відстань між гравцем, що виконує кидок і суперниками в жодному разі не повинно бути менше 3 м.

#### Кидок з-за бічної лінії
Кидок з-за бічної лінії виконується в таких ситуаціях:
1. М'яч повністю перетнув бічну лінію — кидок виконується з місця, де м'яч перетнув лінію;
2. М'яч повністю перетнув зовнішню лінію воріт, а останнім його торкнувся польовий гравець команди, що захищається — кидок виконується з місця з'єднання бічної лінії з зовнішньою лінією воріт;
3. М'яч торкнувся стелі або конструкцій над майданчиком — кидок виконується з найближчої до місця торкання точки бічної лінії.

Кидок виконують суперники команди, гравець якої останнім торкнувся м'яча. Виконує кидок гравець повинен поставити одну стопу на бічну лінію, положення другої стопи не регламентується. Суперники гравця, виконує кидок повинні знаходитися не менше ніж за 3 м від нього, а якщо лінія площі воріт проходить менш ніж за 3 м від місця виконання кидка — вони можуть знаходитися безпосередньо біля цієї лінії.

#### Кидок воротаря
Кидок воротаря виконується, коли:
1. М'яч повністю перетнув зовнішню лінію воріт, а останнім його торкнувся воротар команди, що захищається або будь-який гравець атакуючої команди;
2. Гравець атакуючої команди заступив у площу воріт або торкнувся м'яча, який котиться або лежить в площі воріт;
3. Воротар взяв під контроль м'яч у площі воріт або м'яч лежить в площі воріт;

Кидок виконується воротарем команди, що захищається. Воротар, що виконує кидок, повинен знаходитися в площі воріт і направити м'яч так, щоб він перетнув лінію площі воріт. Кидок вважається виконаним, коли м'яч повністю перетне лінію площі воріт. Суперники можуть перебувати безпосередньо у площі воріт, але їм не дозволяється торкатися м'яча, поки кидок не буде виконано. Гол, закинутий у власні ворота безпосередньо після кидка воротаря, не зараховується.

#### Вільний кидок

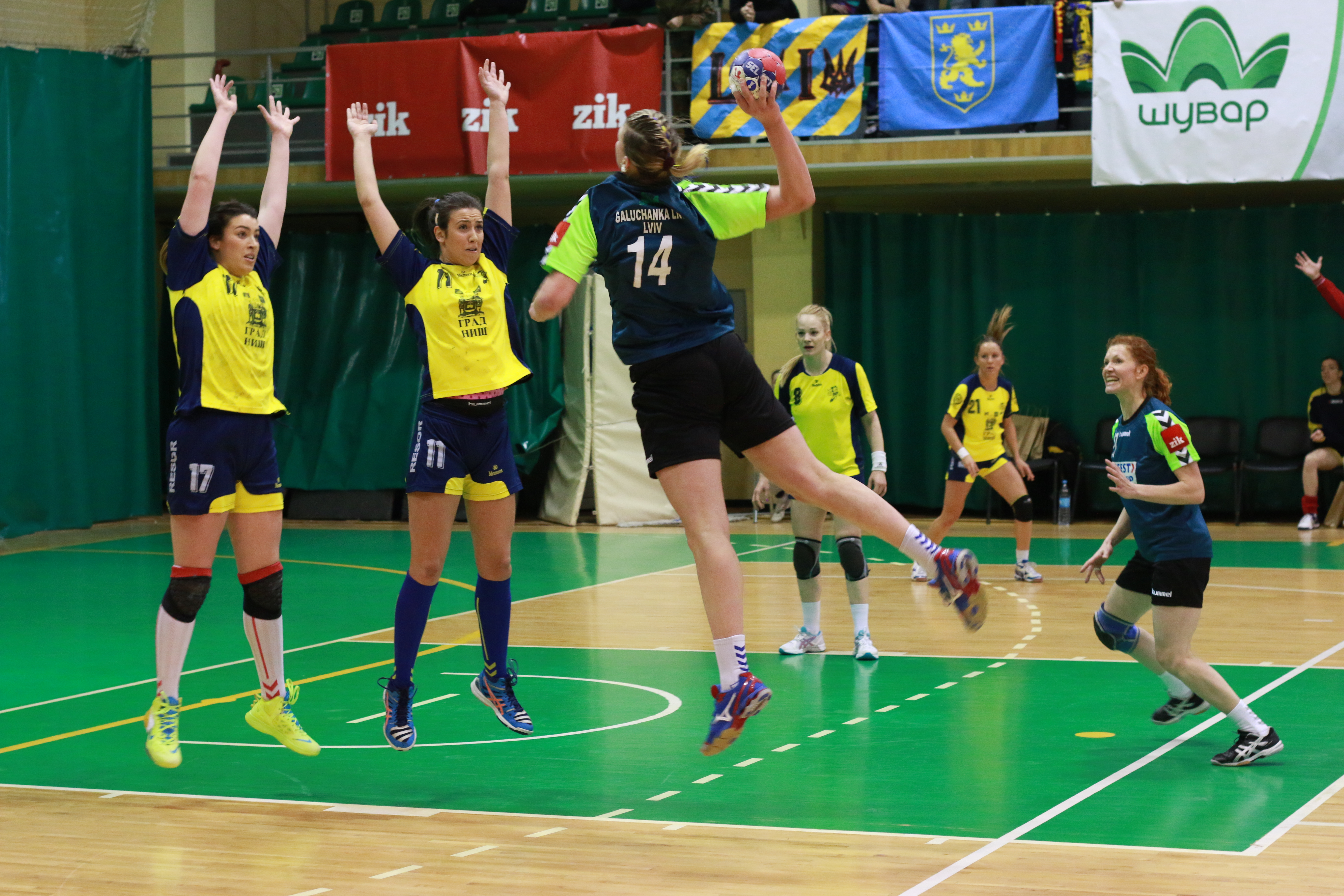
Виконання вільного кидка

Вільний кидок призначається при порушеннях правил, а також як спосіб поновлення гри після її зупинки, навіть якщо порушення не було (наприклад, після тайм-ауту). Вільний кидок виконує команда, проти якої були порушені правила або яка володіла м'ячем перед зупинкою гри. При призначенні вільного кидка проти команди, яка володіє м'ячем, її гравець зобов'язаний негайно відпустити м'яч або покласти його на підлогу. Вільний кидок виконується з місця, де відбулося порушення правил або де знаходився м'яч у момент зупинки гри. Якщо кидок повинен бути виконаний з меж площі воріт команди, виконуючою кидок, або із зони, обмеженої лінією вільних кидків суперників, то він виконується з найближчої точки за межами цих зон.
Вільний кидок виконується без свистка судді (виняток — кидок при відновленні гри без порушення правил). Суперники повинні знаходитися на відстані не менше 3 м від гравця, виконуючого кидок (виняток — лінія площі воріт знаходиться менш ніж в 3 м від нього; в цьому випадку допускається знаходитися безпосередньо у цієї лінії). При призначенні вільного кидка суддя жестом показує, в яку сторону він призначений (рука витягнута у відповідному напрямку, долоня випрямлена і повернена перпендикулярно підлозі).

#### 7-метровий кидок

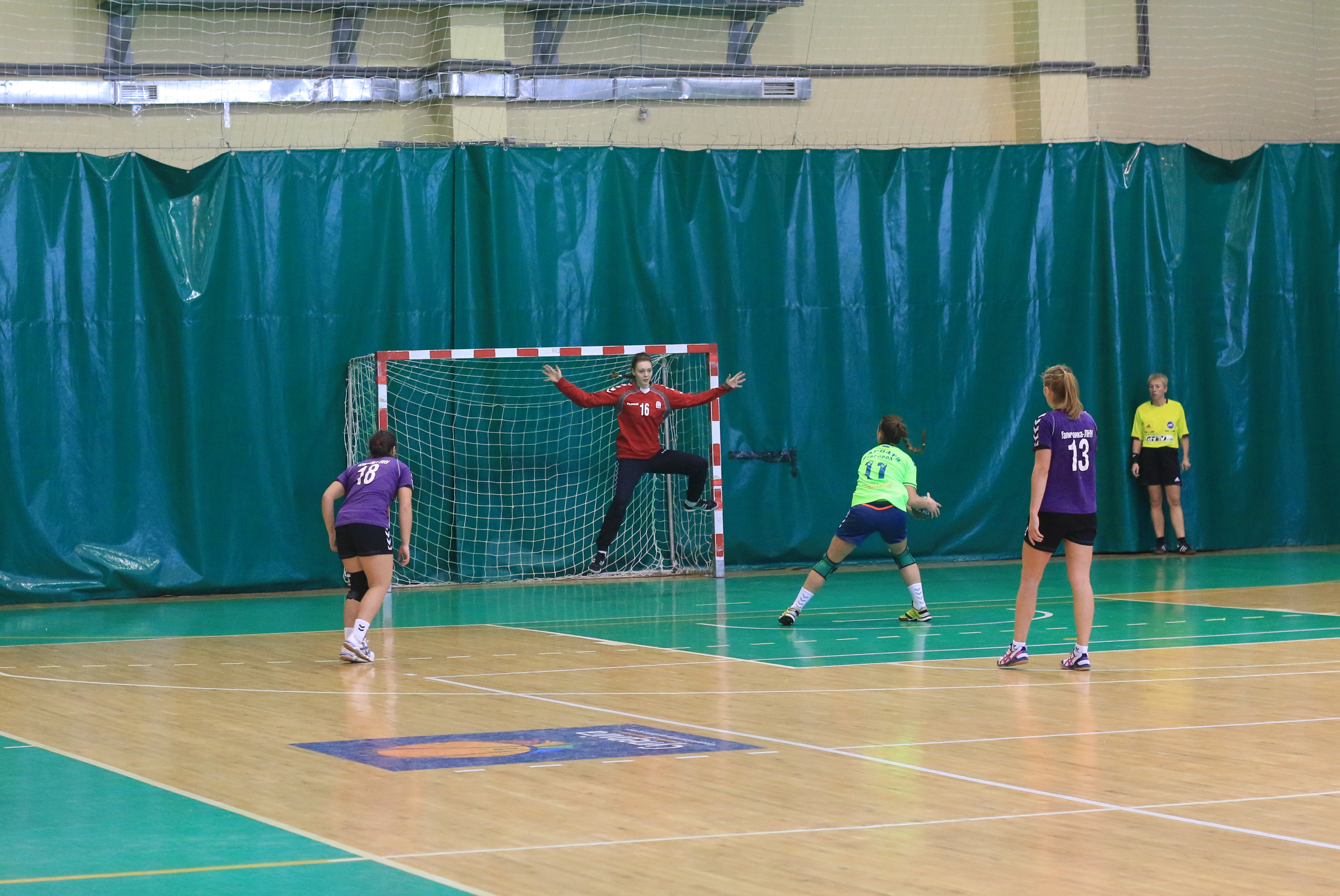
Виконання 7-метрового кидка

7-метровий кидок призначається, коли в результаті заборонених дій гравців або офіційних осіб суперника, а також дій сторонніх осіб або форс-мажорних ситуацій (наприклад, поломки освітлення) команда позбавляється вірної можливості закинути гол:
- Знаходження гравця з м'ячем біля лінії площі воріт суперника, причому суперник вже не може дозволеними способами перешкодити йому зробити кидок по воротах;
- Вихід гравця з м'ячем один на один з воротарем суперника;
- Вихід воротаря з площі воріт, коли гравець, який володіє м'ячем, може безперешкодно закинути його у порожні ворота.

Порушення, що карається 7-метровим кидком, може відбутися в будь-якому місці майданчика.
Гравець, що виконує кидок, знаходиться за 7-метровою лінією на відстані не більше 1 м від неї, не торкаючись лінії. Воротар суперників знаходиться між лінією воріт і лінією обмеження воротаря. Решта гравців розташовуються за лінією вільних кидків, причому суперники гравця, що виконує кидок повинні знаходитися не менше ніж в 3 м від нього.
Гравці команди, що виконує кидок, не можуть торкатися м'яча після кидка, поки м'яч не торкнеться гравця суперника або воріт.

### Покарання
Правила передбачають 3 види персональних покарань:
- Попередження;
- Видалення на 2 хвилини;
- Дискваліфікація (видалення до кінця гри).

Ці покарання можуть призначатися як гравцям, так і офіційним особам команд.

#### Попередження

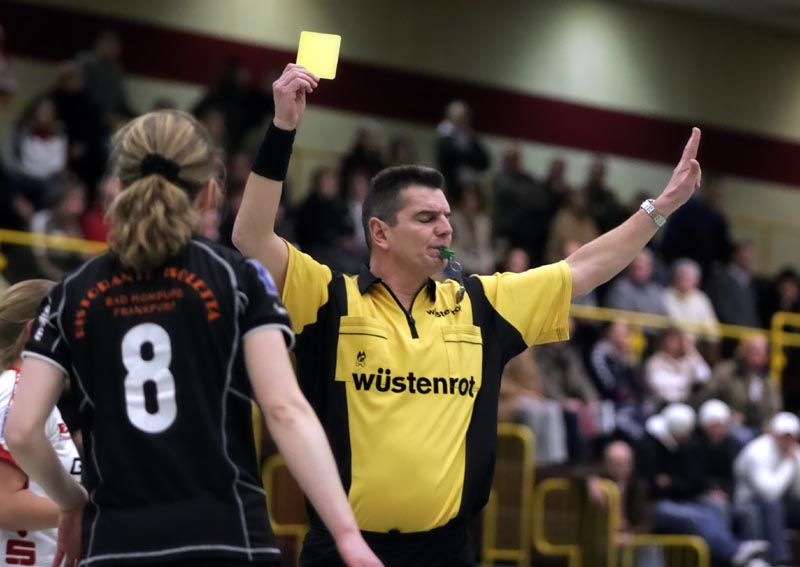
Попередження супроводжується пред'явленням жовтої картки

Попередження виноситься за порушення, спрямовані проти гравця суперника або неспортивну поведінку (демонстрація невдоволення рішенням судді, порушення правила 3-ч метрів при виконанні суперником стандартного кидка, активне блокування кидка або пасу ногою нижче коліна, «театральна вистава» з метою ввести суддів в оману, тощо). Винесення попередження супроводжується пред'явленням жовтої картки. Максимальна кількість попереджень протягом однієї гри:
- Всі гравці однієї команди-3 попередження;
- Всі офіційні особи однієї команди-1 попередження.

По досягненні максимальної кількості попереджень за подальші порушення призначаються більш суворі покарання. Попередження також не виноситься гравцеві, що вже віддалявся в даній грі на 2 хвилини.

#### Видалення на 2 хвилини

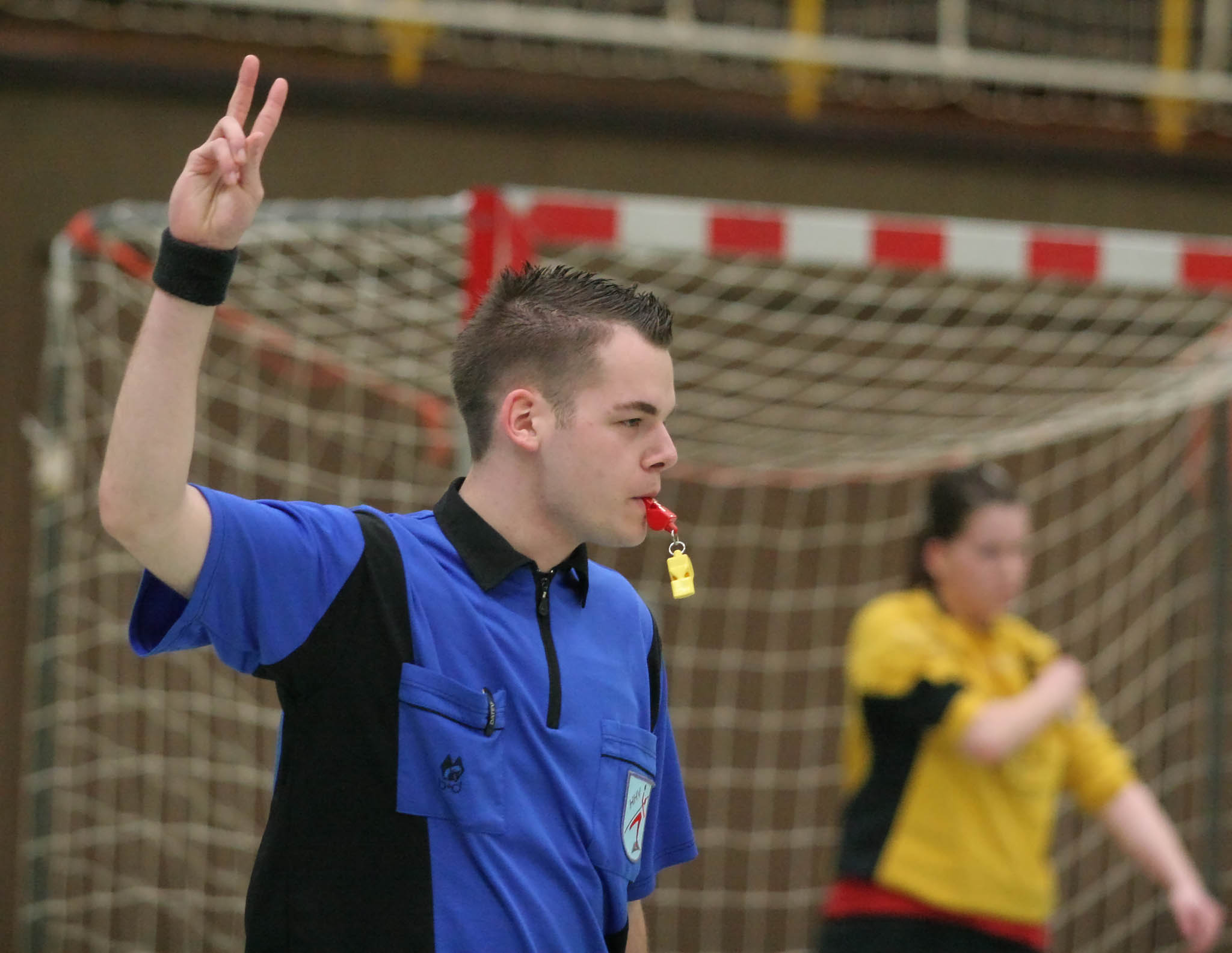
Жест судді, що сигналізує про видалення на 2 хвилини

Видалення на 2 хвилини призначається за порушення, небезпечні для здоров'я суперника (великої інтенсивності, проти суперника, що швидко рухається, пов'язані з фізичними діями в область голови чи шиї, сильні удари, тощо), більш серйозна неспортивна поведінка (протести, що виражаються гучними вигуками, жестами або провокаційними діями, утримування м'яча при рішенні судді проти команди, яка володіє м'ячем, блокування доступу до м'яча в зоні запасних), вихід на майданчик зайвого гравця, втручання у гру запасного гравця, неспортивну поведінку вилученого гравця. Крім того, видалення призначається за менш серйозні порушення, коли гравець, команда або офіційні особи отримали максимальне число попереджень.
Видалення супроводжується жестом судді-підняттям руки з двома випрямленими пальцями. При цьому покаранні вилучений гравець залишає майданчик на 2 хвилини ігрового часу, команда грає цей час в неповному складі. Вилучений гравець знаходиться на лаві запасних своєї команди. При застосуванні цього покарання до офіційної особи команди, вона залишається на лавці запасних, а термін вилучення відбуває один з гравців.
Після третього 2-хвилинного вилучення одного гравця протягом матчу наступає його автоматична дискваліфікацію (видалення до кінця гри). Всі офіційні особи однієї команди можуть здобути лише одне 2-хвилинне видалення, подальші порушення караються дискваліфікацією.

#### Дискваліфікація

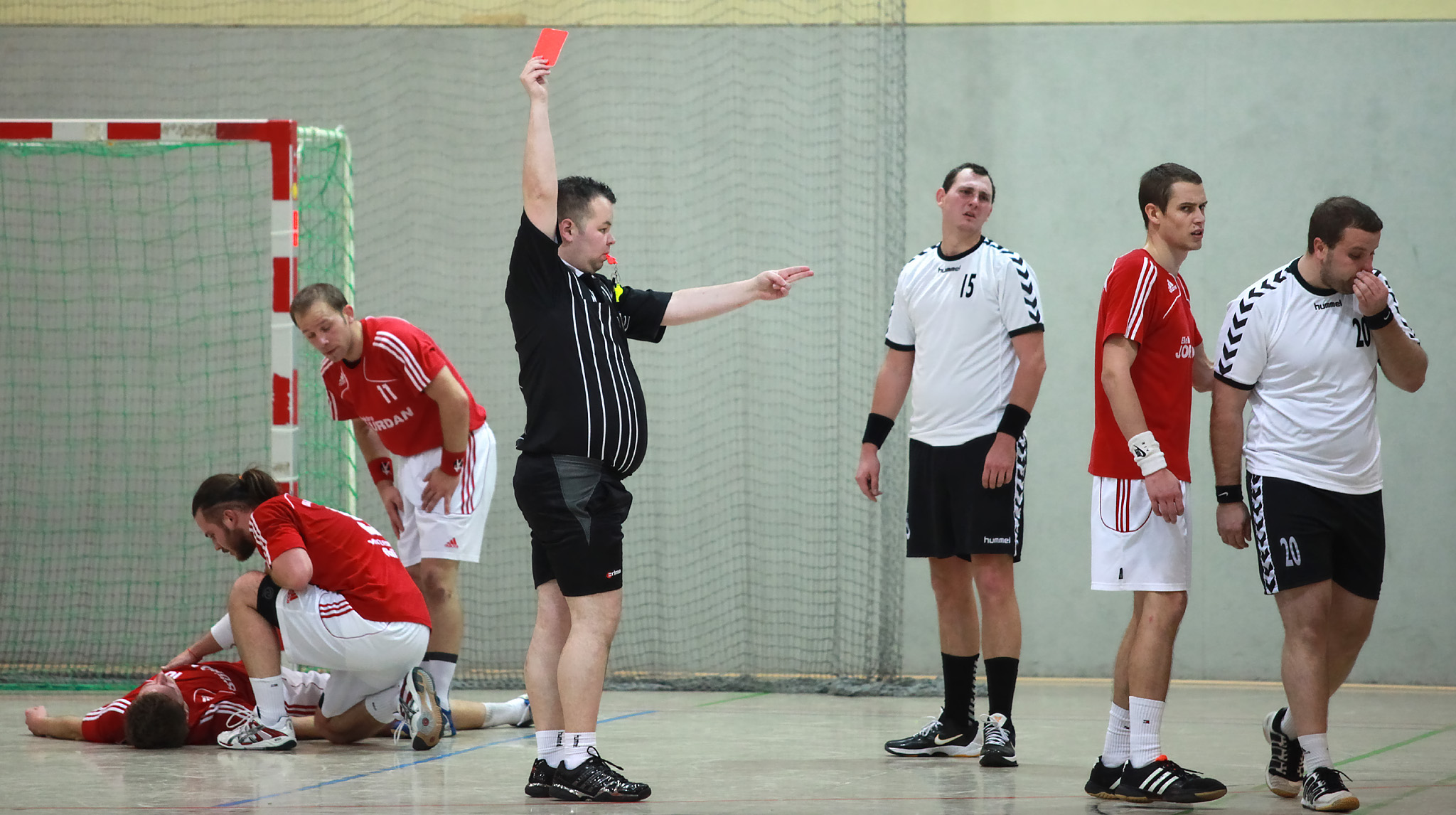
Дискваліфікація-видалення до кінця гри

Дискваліфікація (видалення до кінця гри) призначається за грубі порушення правил, грубу неспортивну поведінку (демонстративний кидок м'яча після свистка, відмова воротаря відбивати 7-метровий кидок, кидок м'яча в голову суперника при вільному або 7-метровому кидку, умисний кидок м'яча в суперника у час зупинки гри, тощо). У випадку особливо грубих порушень дискваліфікація супроводжується написанням рапорту у відповідні спортивні структури (образа або напад на іншого гравця, суддю, глядача, офіційну особу; втручання офіційної особи в гру, тощо).
Дискваліфікація також призначається, якщо гравець отримує третє 2-хвилинне видалення протягом однієї гри, або якщо офіційні особи команди отримують друге і подальші 2-хвилинні вилучення протягом гри.
Дискваліфікація супроводжується пред'явленням червоної картки. Дискваліфікований гравець чи офіційна особа зобов'язані покинути майданчик і зону запасних і не мають права підтримувати будь-які контакти з командою до кінця гри. Дискваліфікація завжди супроводжується 2-хвилинним видаленням. Через 2 хвилини після дискваліфікації команда може випустити гравця на заміну дискваліфікованого.

## Переможці олімпіад
| Переможці олімпіад | Переможці олімпіад | Переможці олімпіад | Переможці олімпіад |
| Рік                | Місто              | Чоловіки           | Жінки              |
| ------------------ | ------------------ | ------------------ | ------------------ |
| 1936               | Берлін             | Німеччина          | —                  |
| 1972               | Мюнхен             | Югославія          | —                  |
| 1976               | Монреаль           | СРСР               | СРСР               |
| 1980               | Москва             | НДР                | СРСР               |
| 1984               | Лос-Анджелес       | Югославія          | Югославія          |
| 1988               | Сеул               | СРСР               | Південна Корея     |
| 1992               | Барселона          | СНД                | Південна Корея     |
| 1996               | Атланта            | Хорватія           | Данія              |
| 2000               | Сідней             | Росія              | Данія              |
| 2004               | Афіни              | Хорватія           | Данія              |
| 2008               | Пекін              | Франція            | Норвегія           |
| 2012               | Лондон             | Франція            | Норвегія           |
| 2016               | Ріо-де-Жанейро     | Данія              | Росія              |

## Чемпіонат України з гандболу 2015/16

### Жінки
- «Галичанка» Львів
- «Карпати» Ужгород
- «Дніпрянка» Херсон
- «Спартак» Київ
- «Економ-Університет» Тернопіль
- РЕАЛ-МОШВСМ-НУК (Миколаїв)

### Чоловіки
- ZTR (Запоріжжя)
- ZTR-Буревісник(Запоріжжя)
- Динамо (Полтава)
- ЗНТУ-ЗАБ (Запоріжжя)
- КДЮСШ-ЛДУФК (гандбольний клуб) (Львів)
- Мотор (гандбольний клуб) (Запоріжжя)
- ЦСКА (Київ)